# Persone di nome Władysław
| Questa pagina contiene informazioni ricavate automaticamente dalle voci biografiche con l'ausilio del template Bio e di un bot. L'aggiornamento è periodico e automatico e ricostruisce completamente la pagina. Se manca una persona in questa lista, sei pregato di non aggiungerla, ma accertati piuttosto che la sua voce biografica contenga il template Bio e che i dati anagrafici siano correttamente compilati. Se il template Bio manca, inseriscilo tu stesso o, in alternativa, metti l'avviso {{tmp\|Bio}} che ne segnala la mancanza. Se i dati riportati sono sbagliati, correggi direttamente la voce biografica; le modifiche saranno visibili in questa lista entro pochi giorni. Per chiarimenti vedi il progetto antroponimi. La lista contiene solo le 58 persone che sono citate nell'enciclopedia e per le quali è stato implementato correttamente il template Bio. Pagina aggiornata al 16 ott 2024. |

Questa è una lista di persone presenti nell'enciclopedia che hanno il prenome Władysław, suddivise per attività principale.

## Allenatori di calcio(3)
- Jerzy Engel, allenatore di calcio e ex calciatore polacco (Włocławek, n. 1952)
- Władysław Stachurski, allenatore di calcio e calciatore polacco (Piotrkowice, n. 1945 - Varsavia, † 2013)
- Władysław Żmuda, allenatore di calcio e ex calciatore polacco (Lublino, n. 1954)

## Animatori(1)
- Władysław Starewicz, animatore e regista russo (Mosca, n. 1882 - Fontenay-sous-Bois, † 1965)

## Aracnologi(1)
- Władysław Kulczyński, aracnologo polacco (Cracovia, n. 1854 - Cracovia, † 1919)

## Arcivescovi cattolici(1)
- Władysław Aleksander Łubieński, arcivescovo cattolico polacco (Galizia, n. 1703 - Gniezno, † 1767)

## Assassini seriali(1)
- Władysław Mazurkiewicz, serial killer polacco (Cracovia, n. 1911 - Cracovia, † 1957)

## Astisti(1)
- Władysław Kozakiewicz, ex astista polacco (Šalčininkai, n. 1953)

## Astronomi(1)
- Władysław Lis, astronomo polacco (Wiśniowa, n. 1911 - Cracovia, † 1980)

## Attori(1)
- Władysław Kowalski, attore polacco (Żurawce, n. 1936 - Varsavia, † 2017)

## Avvocati(1)
- Władysław Abraham, avvocato e storico polacco (Sambir, n. 1860 - Leopoli, † 1941)

## Calciatori(2)
- Władysław Krupa, calciatore polacco (n. 1899 - † 1969)
- Władysław Szczepaniak, calciatore polacco (Varsavia, n. 1910 - † 1975)

## Canoisti(2)
- Władysław Szuzkiewicz, canoista polacco (Vilnius, n. 1938 - † 2007)
- Władysław Zieliński, ex canoista polacco (Varsavia, n. 1935)

## Cardinali(1)
- Władysław Rubin, cardinale e vescovo cattolico polacco (Toki, n. 1917 - Città del Vaticano, † 1990)

## Cestisti(2)
- Władysław Maleszewski, cestista e allenatore di pallacanestro polacco (Vilnius, n. 1921 - Varsavia, † 1983)
- Władysław Pawlak, cestista e allenatore di pallacanestro polacco (Moszczanka, n. 1932 - Varsavia, † 1999)

## Compositori(3)
- Władysław Szpilman, compositore e pianista polacco (Sosnowiec, n. 1911 - Varsavia, † 2000)
- Władysław Tarnowski, compositore, pianista e poeta polacco (Wróblewice, n. 1836 - piroscafo "Pacific" in prossimità San Francisco, † 1878)
- Władysław Żeleński, compositore, pianista e organista polacco (Grodkowice, n. 1837 - Cracovia, † 1921)

## Diplomatici(1)
- Władysław Michał Zaleski, diplomatico e patriarca cattolico polacco (Veliuona, n. 1852 - Roma, † 1925)

## Filosofi(1)
- Władysław Tatarkiewicz, filosofo, storico della filosofia e storico dell'arte polacco (Varsavia, n. 1886 - † 1980)

## Generali(5)
- Władysław Anders, generale e politico polacco (Błonie, n. 1892 - Londra, † 1970)
- Władysław Bortnowski, generale polacco (Radom, n. 1891 - Glen Cove, † 1966)
- Władysław Grzegorz Branicki, generale polacco (San Pietroburgo, n. 1783 - Varsavia, † 1843)
- Władysław Jan Kalkus, generale e aviatore polacco (Leopoli, n. 1892 - Blackpool, † 1945)
- Władysław Sikorski, generale e politico polacco (Tuszów Narodowy, n. 1881 - Gibilterra, † 1943)

## Giavellottisti(1)
- Władysław Nikiciuk, ex giavellottista polacco (Devyatkovichi, n. 1940)

## Lottatori(1)
- Władysław Stecyk, ex lottatore polacco (Radów, n. 1951)

## Nobili(3)
- Władysław Wincenty Krasiński, nobile e scrittore polacco (Varsavia, n. 1844 - Mentone, † 1873)
- Władysław Gonzaga Myszkowski, nobile, politico e militare polacco († 1658)
- Władysław Moes, nobile polacco (n. 1900 - † 1986)

## Pesisti(1)
- Władysław Komar, pesista e attore polacco (Berlino, n. 1940 - Ostromice, † 1998)

## Pittori(4)
- Władysław Podkowiński, pittore e illustratore polacco (Varsavia, n. 1866 - Varsavia, † 1895)
- Władysław Ślewiński, pittore polacco (Białynin, distretto Sochaczew, n. 1856 - Parigi, † 1918)
- Władysław Strzemiński, pittore polacco (Minsk, n. 1893 - Łódź, † 1952)
- Władysław Łuszczkiewicz, pittore polacco (Cracovia, n. 1828 - Cracovia, † 1900)

## Poeti(1)
- Władysław Broniewski, poeta e militare polacco (Płock, n. 1897 - Varsavia, † 1962)

## Politici(6)
- Władysław Gomułka, politico polacco (Krosno, n. 1905 - Varsavia, † 1982)
- Władysław Grabski, politico, economista e storico polacco (presso Łowicz, n. 1874 - Varsavia, † 1938)
- Władysław Kosiniak-Kamysz, politico e medico polacco (Cracovia, n. 1981)
- Władysław Kowalski, politico e letterato polacco (Paprotnia, n. 1894 - Varsavia, † 1958)
- Władysław Hieronim Sanguszko, politico polacco (Slavuta, n. 1803 - Cannes, † 1870)
- Władysław Wróblewski, politico e diplomatico polacco (Cracovia, n. 1875 - Łódź, † 1951)

## Presbiteri(1)
- Władysław Bukowiński, presbitero polacco (Berdyčiv, n. 1904 - Karaganda, † 1974)

## Schermidori(2)
- Władysław Dobrowolski, schermidore polacco (Będzin, n. 1896 - Varsavia, † 1969)
- Władysław Segda, schermidore polacco (Przemyśl, n. 1895 - Edimburgo, † 1994)

## Scienziati(1)
- Władysław Skłodowski, scienziato, educatore e traduttore polacco (Kielce, n. 1832 - Varsavia, † 1902)

## Scrittori(1)
- Władysław Reymont, scrittore polacco (Kobiele Wielkie, n. 1867 - Varsavia, † 1925)

## Scultori(2)
- Władysław Hasior, scultore e pittore polacco (Nowy Sącz, n. 1928 - Varsavia, † 1999)
- Władysław Oleszczyński, scultore polacco (Końskowola, n. 1807 - Roma, † 1866)

## Storici(1)
- Władysław Bartoszewski, storico, giornalista e politico polacco (Varsavia, n. 1922 - Varsavia, † 2015)

## Tiratori a segno(1)
- Władysław Karaś, tiratore a segno polacco (Kielce, n. 1893 - Magdalenka, † 1942)

## Vescovi cattolici(1)
- Władysław Goral, vescovo cattolico polacco (Stoczek, n. 1898 - Oranienburg, † 1945)

## Vescovi vetero-cattolici(1)
- Władysław Faron, vescovo vetero-cattolico polacco (n. 1891 - † 1965)

## Wrestler(1)
- Wladek Zbyszko, wrestler e strongman polacco (Cracovia, n. 1891 - Savannah, † 1961)

## Zoologi(1)
- Władysław Taczanowski, zoologo, ornitologo e aracnologo polacco (Jabłonna Pierwsza, n. 1819 - Varsavia, † 1890)